# واهاک وارطانیان
واهاک وارطانیان (ارمنی: Վահագ Վարդանեան؛ زادهٔ ۱۰ مارس ۱۹۱۳ - درگذشتهٔ ۲۳ ژوئن ۲۰۰۲) فیلم‌بردار ارمنی‌تبار اهل ایران بود.

## زندگی‌نامه
در سال ۱۲۹۲ خورشیدی (۱۰ مارس ۱۹۱۳) با نام واهاک وارطانیان در تبریز زاده شد. از سن شانزده سالگی به عکاسی روی آورد. از ۱۹۵۳ (۱۳۳۲) به سینما پرداخت و یکی از دو فیلم‌بردار فیلم گلنسا به کارگردانی سرژ آزاریان بود آخرین فیلمش را نیز در ۱۹۷۳ (۱۳۵۲) با نام کج‌کلاخان به کارگردانی صابر رهبر فیلمبرداری کرد و پس از آن از سینما کناره کرفت.
وی بین سال‌های ۱۹۵۳ و ۱۹۷۳ (۱۳۳۲ و ۱۳۵۲) یعنی طی بیست سال بیش از سی فیلم را در مقام فیلم‌بردار در کارنامه‌اش ثبت کرد و این آمار غیر از فیلم‌هایی است که به دلیل تسلطش بر امور فنی و لابراتواری کارهای لابراتواری و چاپ آنها را انجام داده.
واهاک بیشترین همکاری را با کارگردانان ارمنی همچون ساموئل خاچیکیان، آزاریان، آرامائیس آقامالیان و ژوزف واعظیان داشت است از دیگر کارگردانانی که واهاک با آنان کارکرده است می‌توان مهدی رئیس‌فیروز (پیمان دوستی ۱۳۳۹)، جمشید شیبانی (طلای سفید ۱۳۴۱)، محمد متوسلانی (ترس و تاریکی ۱۳۴۲)، خسرو پرویزی (آخرین گذرگاه ۱۳۴۱) و (کشتی نوح ۱۳۴۷) را نام برد.
واهاک وارطانیان به دلیل تجربه و مهارتش در رشته عکاسی و فیلمبرداری طی سال‌های ۱۹۷۳ و ۱۹۷۴ (۱۳۵۲ و ۱۳۵۳) در «مدرسه عالی تلویزیون و سینما» دروس مربوط به این رشته را تدریس می‌کرد.
وارطانیان از اولین فیلمبرداران سینمای ایران محسوب می‌شود که با تمام کاستی‌های سینمای ایران، تصاویری ماندگاری را بر پایهٔ یافته‌های شخصی و تجربیات حرفه‌ای خود به جای گذاشت. تصاویر پُر کنتراست و پُرسایه در سینمای سیاه‌وسفید به‌ویژه در آثار پلیسی که توسط وی فیلمبرداری شده است، همچنان مثال‌زدنی هستند.
در ۲۳ ژوئن ۲۰۰۲ (۲ تیر ۱۳۸۱) در لس آنجلس در سن ۸۹ سالگی درگذشت. و در آرامگاه فارست لان مموریال پارک به خاک سپرده شد

## مدیر فیلمبرداری
- کشتی نوح (۱۳۴۷)
- دختر ولگرد (۱۳۴۳)

## فیلمبردار
- خانوم خانوما (۱۳۵۱)
- آفتاب مهتاب (۱۳۴۹)
- پسر زاینده‌رود (۱۳۴۹)
- رسوایی (۱۳۴۹)
- مردی از جنوب شهر (۱۳۴۹)
- دنیای آبی (۱۳۴۸)
- ازجان‌گذشتگان (۱۳۴۶)
- گل‌آقا (۱۳۴۶)
- مرد سرگردان (۱۳۴۵)
- قانون زندگی (۱۳۴۳)
- ترس و تاریکی (۱۳۴۲)
- جدال به خاطر عشق (۱۳۴۲) (با همکاری رضا انجم‌روز)
- فرشته‌ای در خانه من (۱۳۴۲)
- آخرین گذرگاه (۱۳۴۱)
- طلای سفید (۱۳۴۱)
- گربه وحشی (۱۳۴۱)
- ورپریده (۱۳۴۱)
- در جستجوی داماد (۱۳۳۹)
- پیمان دوستی (۱۳۳۸) (با همکاری مهدی امیرقاسم خانی و ناصر رفعت)
- شانس و عشق و تصادف (۱۳۳۸)
- طوفان در شهر ما (۱۳۳۷)
- قاصد بهشت (۱۳۳۷)
- ماجرای عجیب (۱۳۳۵)
- چهارراه حوادث (۱۳۳۴) (با همکاری ژرژ لیچنسکی)
- بربادرفته (۱۳۳۳)
- دختری از شیراز (۱۳۳۳)
- همسر مزاحم (۱۳۳۳) (با همکاری بوریس ماتویوف)
- گلنسا (۱۳۳۲) (با همکاری ارنست مارک)

## عکس
- هاشم‌خان (۱۳۴۵)

## چاپ و لابراتوار
- در جستجوی داماد (۱۳۳۹)